# サミール・ハンダノヴィッチ
サミール・ハンダノヴィッチ（Samir Handanovič, 1984年7月14日 - ）は、ユーゴスラビア (現:スロベニア)・リュブリャナ出身の元サッカー選手。現サッカー指導者。元同国代表。現役時代のポジションはGK。
セリエAでは4チームで歴代7位となる566試合に出場し、PKストップ32回はリーグ記録になっている。サミル・ハンダノビッチと表記されることもある。

## クラブ経歴

### ウディネーゼ
スロベニア国内のクラブを経て、2004年7月1日にイタリアのウディネーゼ・カルチョへ移籍。ただし当時はモルガン・デ・サンクティスが不動の守護神として君臨していたため出番は少なく、2005年7月1日にセリエAに昇格したトレヴィーゾへレンタル移籍した。しかし、3試合しか出場できずに1年でセリエBに逆戻りとなってしまった。
2006年1月31日、マッテオ・セレーニと入れ替わる形で今度はラツィオへレンタル移籍した。だが、アンジェロ・ペルッツィとマルコ・バロッタの両ベテランの前に1試合の出場にとどまった。
7月1日、セリエBのリミニにレンタル移籍。ようやくポジションを射止め、39試合に出場した。
2007年6月1日、ウディネーゼに復帰。ベテランのアントニオ・キメンティを抑えて、セビージャFCに移籍したデ・サンクティスの後継者として正GKの座を掴んだ。復帰初年度は7位だったが、コッパ・イタリアの決勝戦が既にUEFAチャンピオンズリーグ出場権を手にしていた、リーグ優勝のインテルと準優勝のローマの組み合わせだったためUEFAカップ1回戦の出場権を手に入れた。
1回戦では、ドイツのボルシア・ドルトムントと対戦。2008年9月18日に敵地ズィグナル・イドゥナ・パルクで行われた1stレグでは2-0で勝利したが、10月2日にホームスタディオ・フリウーリで行われた2ndレグでは逆に0-2で敗北。トータルスコアで並んだため延長戦に縺れ込んだが、そこでも決着がつかずPK戦に持ち込まれた。PK戦では1人目のハイナル・タマーシュと4人目のヤクブ・ブワシュチコフスキのキックを止めて4-3で勝利。本選進出を果たした。本選ではイングランドの強豪トッテナム等と同じ組になったが、首位で決勝トーナメントに進出した。ラウンド16では前年度優勝のゼニトを破ってベスト8に進出したが、準々決勝ではドイツのブレーメン戦は負傷の影響で欠場し、チームも敗北した。
2011年2月5日のサンプドリア戦から3月20日のカターニア戦まで7試合連続完封を記録。この年は4位に躍進し、チームのチャンピオンズリーグ出場権獲得に寄与した。これらの活躍を受けて、夏の移籍市場ではマンチェスター・ユナイテッドやバイエルン・ミュンヘン等のビッグクラブが関心を寄せたが、最終的には残留を決断。6月30日にウディネーゼとの契約を2016年まで延長した。

### インテル
2012年7月9日、インテルナツィオナーレ・ミラノへの完全移籍が発表された。移籍金は約1000万ユーロ（推定）。ジュリオ・セザルが付けていた背番号1を譲り受けた。リーグ戦開幕直前の8月17日、練習中に負傷した右膝半月板の内視鏡手術を受ける。これによりセリエAの2試合を欠場するが、9月16日のトリノ戦で復帰しインテル移籍後のリーグ戦初出場を果たした。
2018-19シーズン、2019年2月13日、契約延長交渉が難航したマウロ・イカルディに代わって主将に就任した。2019年4月のジェノア戦でセリエA150回目のクリーンシートを達成した。また、セリエA最多のリーグ戦17回のクリーンシートを記録するなど、同シーズンセリエA最優秀GK賞を受賞した。
2019-20シーズン、2019年9月25日のSSラツィオ戦でインテルでの公式戦300試合出場を達成した。1月20日のアタランタ戦で相手のPKを止め、通算PKストップ回数を24回とし、ジャンルカ・パリュウカの持つ最多記録に並んだ。2021-22シーズン、2月14日のラツィオ戦でセリエA500試合出場を果たした。
2022-23シーズン、アンドレ・オナナ加入後も、開幕当初は正GKとして起用されたが、9節以降は控えに回わった。シーズン終了後、出場機会の減少もあり、チームを退団した。
インテルでは11シーズンの在籍で、クラブ歴代10位となる455試合に出場し、166回のクリーンシート、32回のPKセーブを記録した。

## 代表経歴
2004年11月7日のスロバキア戦でスロベニア代表デビュー。2007年から正GKとなり、EURO2008予選においてはホームでのオランダ戦を1失点に抑えたが、予選突破はならなかった。
南アフリカW杯予選ではスロベニアを欧州全体で2番目に少ない4失点（最少は2失点のオランダだが、2試合少ない）にとどめる原動力となり、ロシアとのプレーオフでも2戦合計1失点に抑え、スロベニアを本戦に導いた。2010 FIFAワールドカップ本大会ではグループリーグ全3試合で先発フル出場したが、グループステージで敗退した。
EURO2012予選でも正GKを務め、2011年10月11日のセルビア戦ではネマニャ・ヴィディッチのPKを止め勝利に貢献。しかし、グループ4位に終わり本大会出場を逃した。EURO2016出場権をかけたウクライナとのプレーオフで敗れ、代表からの引退を宣言した。

## 引退後
インテルを退団した2023年夏には「数年プレーしようと思う」と自身のSNSに投稿し、この時期にオファーを受けたと後に明かすも、どのクラブにも所属せずインテルのスカウトに就任。取材では「トップチームで監督を務めたい」とも話した。
2024年8月1日、引退後にスカウトを務めていたインテルナツィオナーレ・ミラノのU-17チームの監督に就任することが発表された。

## プレースタイル
状況判断に優れ、長身を生かしたハイボールの処理能力と俊敏性を兼ね備える。
特筆すべきはペナルティーキックに対する無類の強さで、2010-11シーズンには8本のうち6本を止めてセリエAのシーズン記録を樹立した。2008-09シーズンからの4シーズンで32本のうち15本を止めており、ストップ率は約46.9%である。2012年のインテル移籍後も高い阻止率を誇り、2014-15シーズンは5本中4本を止め、PKストップ率80%を記録。2015年4月11日のエラス・ヴェローナではルカ・トーニのPKを止め、セリエA歴代2位となる通算21本目のPKセーブを記録。2020年1月20日のアタランタBC戦でPKを止めたことで、ジャンルカ・パリュウカの持つリーグ歴代1位タイとなる24本に並んだ。

## 人物
- 両親はボスニア系の移民。従兄弟のヤスミン・ハンダノヴィッチも同じくスロベニア代表GKであった。
- 若手時代に手本とし憧れたキーパーとしてピーター・シュマイケルとジャンルイジ・ブッフォンの名前を挙げている[28]。

## 代表歴

### 出場大会
- スロベニア代表
  - 2010 FIFAワールドカップ

### 試合数
- 国際Aマッチ 81試合 0得点（2004年-2015年）[29]

| スロベニア代表 | 国際Aマッチ | 国際Aマッチ |
| 年             | 出場        | 得点        |
| -------------- | ----------- | ----------- |
| 2004           | 1           | 0           |
| 2005           | 6           | 0           |
| 2006           | 2           | 0           |
| 2007           | 11          | 0           |
| 2008           | 9           | 0           |
| 2009           | 8           | 0           |
| 2010           | 11          | 0           |
| 2011           | 7           | 0           |
| 2012           | 5           | 0           |
| 2013           | 8           | 0           |
| 2014           | 6           | 0           |
| 2015           | 7           | 0           |
| 通算           | 81          | 0           |

## タイトル

### クラブ
インテル
- セリエA：1回（2020-21）
- コッパ・イタリア：2回（2021-22, 2022-23）
- スーペルコッパ・イタリアーナ：2回（2021-22, 2022-23）

### 個人
- セリエAベストイレブン：3回（2010-11, 2012-13, 2018-19）
- セリエA最優秀ゴールキーパー：3回（2011, 2013, 2019）
- UEFAヨーロッパリーグベストイレブン：1回（2019-20）
- スロベニア人選手年間最優秀選手賞：3回（2009, 2011, 2012）